# Saint-Lions
Saint-Lions – miejscowość i gmina we Francji, w regionie Prowansja-Alpy-Lazurowe Wybrzeże, w departamencie Alpy Górnej Prowansji.

## Demografia
Według danych na rok 1990 gminę zamieszkiwało 50 osób, a gęstość zaludnienia wynosiła 4 osoby/km². W styczniu 2015 r. Saint-Lions zamieszkiwało 39 osób, przy gęstości zaludnienia wynoszącej 3,1 osób/km².